# قیف‌دندان چینی
قیف‌دندان چینی (نام علمی: Sinoconodon) نام یک سرده از خانواده چینی‌قیف‌دندانان (Sinoconodontidae) از رده پستانداران است.
قیف‌دندان چینی یکی از بزرگ‌ترین پستانداران ابتدایی کشف‌شده تا امروز است. بعضی ویژگی‌های دندان‌ها و آرواره‌های این جانور غیرعادی بودند: شکاف دراز میان دندان‌های نیش و دندان‌های گونه‌ای، مفصل محکم آرواره، و چانه‌ی بزرگ و قوی. این ویژگی‌ها نشان می‌دهند که قیف‌دندان چینی می‌توانسته گازهای محکمی بگیرد و احتمالاً حشرات بزرگ و خزندگان کوچک را شکار می‌کرده‌است. گروهی هم قیف‌دندان چینی را خویشاوند نزدیک مگازُسترُدُن دانسته‌اند، اما مطالعات تازه نشان داده‌اند که این جانور حتی از مگازستردن هم ابتدایی‌تر بوده‌است؛ یکی از قدیمی‌ترین پستاندارانی که می‌شناسیم.